# Midnight Resistance
Midnight Resistance (ミッドナイトレジスタンス?, Middonaito Rejisutansu) è un videogioco arcade sparatutto a scorrimento sviluppato nel 1989 dalla Data East. Ha per protagonista un combattente a piedi in un ambiente a piattaforme, con la capacità di sparare in tutte le direzioni.
Nel 1990 vennero pubblicate conversioni per i computer Amiga, Amstrad CPC, Atari ST, Commodore 64 e ZX Spectrum dalla Ocean Software e per la console Sega Mega Drive da Data East e SEGA.
È molto simile a Heavy Barrel, da cui riprende la modalità di gioco, sebbene abbia la prospettiva laterale di Contra.

## Trama
Un combattente solitario, o due fratelli in multigiocatore, lottano contro forze militari futuristiche per liberare la propria famiglia. All'inizio della prima missione (non in tutte le versioni) li scorta anche una compagna alla guida di un fuoristrada. La versione arcade non fornisce dettagli, mentre i manuali dei vari porting presentano storie differenti.
I protagonisti dovranno lottare contro un esercito di paramilitari muniti sia di armi e veicoli bellici convenzionali (mitragliatori, lanciagranate, IFV, elicotteri, aerei cacciabombardieri, navi corazzate) sia di fantasiosi macchinari attrezzati con cannoni laser, seghe circolari e quant'altro.
Le ambientazioni iniziano con città segnate dalla guerra, per poi proseguire su zone boschive e all'interno di diversi complessi fino a recuperare la famiglia. Il livello finale è ambientato in una base spaziale, con la Terra distinguibile in lontananza, e il mostro finale da affrontare è una gigantesca testa deforme e fluttuante, che nella versione arcade inizialmente indossa una maschera.

### Mega Drive, versione giapponese
In un futuro distopico e post-bellico, il pianeta Terra è soggiogato dallo scienziato pazzo King Crimson, i cui esperimenti lo hanno trasformato in una creatura dotata di poteri di controllo mentale; dopo aver rapito il collega con il quale ha lavorato sulle ricerche e la famiglia di quest'ultimo, si stabilisce in una base spaziale, dalla quale controlla la Terra grazie al suo esercito di militari telepaticamente manipolati. Un movimento di resistenza è però pronto a ribellarsi contro King Crimson guidato da Daichi e Kouji, nipoti dello scienziato rapito dal tiranno e motivati a liberare i propri famigliari.

### Mega Drive, mercato occidentale
Nella versione per Sega Mega Drive lo scienziato Malcolm Ford ha sviluppato un siero che annulla la dipendenza dalle droghe. Fiutato il pericolo, il signore della droga King Crimson lo rapisce e lo relega sull'isola Matano allo scopo di proteggere il proprio cartello. Il figlio di Malcolm, Johnny, è un agente delle squadre antidroga e si lancia in un'avventura solitaria.

### Computer
Nelle versioni per computer il nemico è il capo di un regime dittatoriale megalomane, che ha rapito tutta la famiglia del protagonista, tra cui il nonno che è un grande scienziato e viene costretto a fare ricerche sulle armi.

## Modalità di gioco
La versione originale arcade di Midnight Resistance ripropone la particolarità che è stata in precedenza di giochi come Heavy Barrel e Ikari Warriors, ovvero il controllo rotabile su sé stesso, che permette di controllare contemporaneamente sia il movimento del personaggio sia la direzione di fuoco in modo indipendente tra di loro.
A differenza dei due giochi sopra citati Midnight Resistance è un vero e proprio run and gun, ovvero ha piattaforme su cui saltare e scale verticali da salire, con la classica visuale dal lato.
Nella versione arcade il primo pulsante viene utilizzato per sparare, mentre con il secondo pulsante si salta; premendo il pulsante di fuoco e contemporaneamente muovendo il controllo verso l'alto si utilizza l'arma secondaria.
La possibilità di muoversi e sparare in modo del tutto indipendente non è presente nelle conversioni, ma si può comunque mirare in tutte le otto direzioni. Su Mega Drive sono presenti due opzioni: usare il pulsante B per fissare la direzione di fuoco attuale, oppure per ruotare la direzione di fuoco in senso orario o antiorario.
La schermata è a scorrimento, principalmente in orizzontale, ma a tratti anche in verticale. Nelle versioni Amstrad, Atari ST e Spectrum lo scorrimento non è fluido ma avviene a tratti quando si avanza fino a un certo punto dello schermo. La maggior parte dei livelli scorrono solamente con l'avanzare del giocatore, mentre alcuni scorrono automaticamente a binario.
Oltre all'arma principale, inizialmente un fucile mitragliatore, si può acquisire un'arma secondaria trasportata come zaino e utilizzabile con il secondo pulsante su arcade o con la tastiera su computer. Muovendo il joystick verso l'alto si salta, mentre abbassandolo ci si mette proni con la possibilità di strisciare.
Alcuni nemici eliminati rilasciano delle chiavi da raccogliere, con un massimo di sei alla volta: queste vengono utilizzate al termine del livello, dove si accede a un arsenale dove si possono selezionare determinate armi o power-up, ciascuna con un proprio costo in numero di chiavi.
Il giocatore ha a disposizione tre vite e se viene colpito da un'arma nemica o va anche solo in collisione con un nemico perde una vita. Vengono perse anche le chiavi accumulate, che però ricadono sullo scenario e si possono subito raccogliere di nuovo.
Ci sono 9 livelli e al termine di ciascuno in genere è presente un boss.
Solo nella versione arcade e nella conversione per Amiga è disponibile anche la modalità a due giocatori in cooperazione simultanea.

### Livelli
- Si inizia con un combattimento sopra un ponte di una città visibilmente devastata da una guerra, e il giocatore è supportato da un membro della resistenza a bordo di una jeep. Raggiunto un edificio si deve affrontare un mezzo VCCF armato con una mitragliatrice pesante.
- Il livello inizia sopra i tetti di alti edifici della città per poi proseguire all'interno di uno di questi, in apparenza una base militare del nemico, dove il giocatore dovrà scendere in verticale. Al termine si dovrà affrontare un carro armato munito di due batterie lanciarazzi.
- Il terzo livello è ambientato in un bosco, dove il giocatore dovrà raggiungere la chioma di un enorme albero sfruttando delle piattaforme mobili, difendendosi dall'assalto di soldati muniti di jet pack. Raggiunta la cima dell'albero, si dovrà affrontare un sistema di difesa armato con numerose seghe circolari.
- Il quarto livello è caratterizzato dallo scorrimento continuo verso destra, con il giocatore che dovrà attraversare un ponte in legno posto sotto una cascata in una zona montuosa. Il livello termina su un altipiano dove si dovrà affrontare una flotta di aerei da attacco al suolo, i quali cercheranno di eliminare il giocatore utilizzando bombe a caduta libera.
- Il quinto livello si svolge all'interno di una base che si sviluppa su gallerie e piattaforme; qui il giocatore si ritroverà a combattere contro vari elicotteri. Il boss finale è una creatura che riesce a controllare l'elettricità e ad utilizzarla come arma, ed è protetta da barriere che andranno distrutte.
- Il sesto livello è ambientato in una zona rocciosa che poi si rivela essere una base nemica camuffata; il giocatore dovrà scendere in stanze sottostanti ed affrontare nemici tra i quali alcuni enormi ingranaggi. Al termine del livello King Crimson apparirà su di uno schermo, inquadrando la famiglia del protagonista che è stata fatta prigioniera, e minacciando il giocatore.
- Il settimo livello vede il protagonista scontrarsi contro un cacciatorpediniere armato di cannoni e lanciarazzi.
- L'ottavo livello è ambientato dinanzi ad una sorta di cascata di magma, dove il giocatore dovrà salire delle scale e raggiungere una stanza dove affronterà un serpente meccanico. Sconfitto il boss di fine livello, nella caserma/rifugio troverà i sei membri della famiglia che erano stati rapiti, ognuno dei quali può essere liberato utilizzando una singola chiave, rilasciando un'arma da poter raccogliere; se si terminerà il gioco, i membri liberati saranno poi visibili nella schermata finale.
- Il livello finale è ambientato apparentemente in una base spaziale dalla quale si può notare sia il pianeta Terra che la Luna, base che sembra costituita da elementi sia meccanici che biologici. Il boss è la rappresentazione finale di King Crimson, ovvero un'enorme testa biomeccanica che attacca vomitando creature ostili; distrutta prima la maschera protettiva e poi il volto, King Crimson rimarrà nella forma di un grosso cervello con parti cibernetiche che potrà essere facilmente distrutto.

### Potenziamenti

#### Armi da fuoco leggere
- Full-Auto: arma automatica dotata di un'alta intensità di fuoco; se dotati di Super Charge la velocità dei proiettili aumenta
- 3-Way: arma che spara tre proiettili contemporaneamente in direzioni differenti, proiettili che appaiono come delle sfere di energia; se dotati di Super Charge i proiettili una volta sparati aumentano progressivamente di dimensioni
- Fire: lanciafiamme, ha una gittata limitata ma è probabilmente l'arma che causa maggiori danni al nemico; se dotati di Super Charge la fiamma appare di dimensioni doppie
- Shot-Gun: fucile a canna liscia le cui cartucce causano un'esplosione all'impatto

#### Armi spalleggiabili
- Nitro: arma a zaino che spara verso l'alto uno shrapnel, il quale esplode attaccando in tutte le direzioni
- Shower: arma a zaino che spara verso l'alto uno shrapnel, il quale esplode in otto proiettili che cadono in verticale sui nemici
- Homing Missile: arma a zaino che spara contemporaneamente cinque missili a guida radar

#### Altri
- Super Charge: aumenta la potenza dell'arma da fuoco del giocatore
- Bullet: ricarica l'arma da fuoco del giocatore con 500 proiettili aggiuntivi
- Barrier: il giocatore riceve il supporto di tre piccoli droni che ruotano attorno al protagonista e attaccano i nemici con i quali vengono a contatto; questo potenziamento ha una durata limitata dopo la quale i droni stessi spariscono
- 1-Up: vita aggiuntiva per il giocatore

## Colonna sonora
La Pony Canyon / Scitron ha pubblicato una edizione limitata della colonna sonora del gioco il 21 agosto 1990 con il nome Crude Buster, Midnight Resistance - PCCB-00039; è quindi una sorta di split con la colonna sonora di un altro videogioco della Data East, ovvero Crude Buster.